# Lazi
För andra betydelser, se Lazi (olika betydelser).
Lazi (Bayan ng Lazi) är en kommun i Filippinerna. Kommunen tillhör provinsen  och ligger på ön med samma namn. Folkmängden uppgår till 18 314 invånare.

## Barangayer
Lazi är indelat i 23 barangayer.
| - Campalanas - Cangclaran - Cangomantong - Capalasanan - Catamboan (Pob.) - Gabayan - Kimba - Kinamandagan - Lower Cabangcalan | - Nagerong - Po-o - Simacolong - Tagmanocan - Talayong - Tigbawan (Pob.) - Tignao - Upper Cabangcalan - Ytaya |